# Ukraïns'k
Ukraïns'k (in ucraino Українськ?; in russo Украинск?, Ukrainsk) è un centro abitato dell'Ucraina, situato nell'oblast' di Donec'k.
Nel corso della guerra su larga scala tra Russia e Ucraina, iniziata con l'invasione del febbraio 2022, la città di Ukraïns'k è stata coinvolta nei combattimenti a partire dall'estate 2024 durante l'offensiva dell'esercito russo nel Donbass, in particolare nell'offensiva di Pokrovs'k. Dopo alcuni giorni di aspri combattimenti, la città è stata conquistata dalle truppe russe della 114ª Brigata fucilieri motorizzata delle guardie "Enakievo-Danubio" il 17 settembre 2024.